# 韩国银行
韩国银行（韓語：한국은행）是大韩民国的中央银行，简称韩银。韓國國幣韓圓便是由其發行。
1948年大韩民国成立以后，该行在1950年6月12日根據韩国银行法创办。韩国银行的代表者是该行的总裁，现任总裁为2022年4月上任的李昌鏞。中央本部在韩国首都首尔中区南大门路。

## 历史

1950年至2010年期间使用的韩国银行标志。 1946年至1950年这里还被用作朝鲜银行的标志。

1945年，朝鲜半岛光复后，经济一片混乱，通货膨胀高居不下，金融秩序混乱。建立韩国中央银行维护韩国金融与社会经济秩序的必然成为韩国各界的共识。在美国纽约联邦银行布卢姆菲尔德博士的帮助下，《韩国银行法》得以起草。
1950年5月，《韩国银行法》在韩国国会通过。同年6月12日，韩国银行正式开始其中央银行的职能，包括执行货币与金融政策、监管商业银行、执行外汇政策等。

## 中央本部组织
| - 企划司 - 经济统计司 - 银行司 - 国际司 - 电脑情报司 - 总务司 | - 调查司 - 政策企划司 - 金融经济司 - 发券司 - 安全管理室 - 金融经济研究院 |

## 地方分行组织

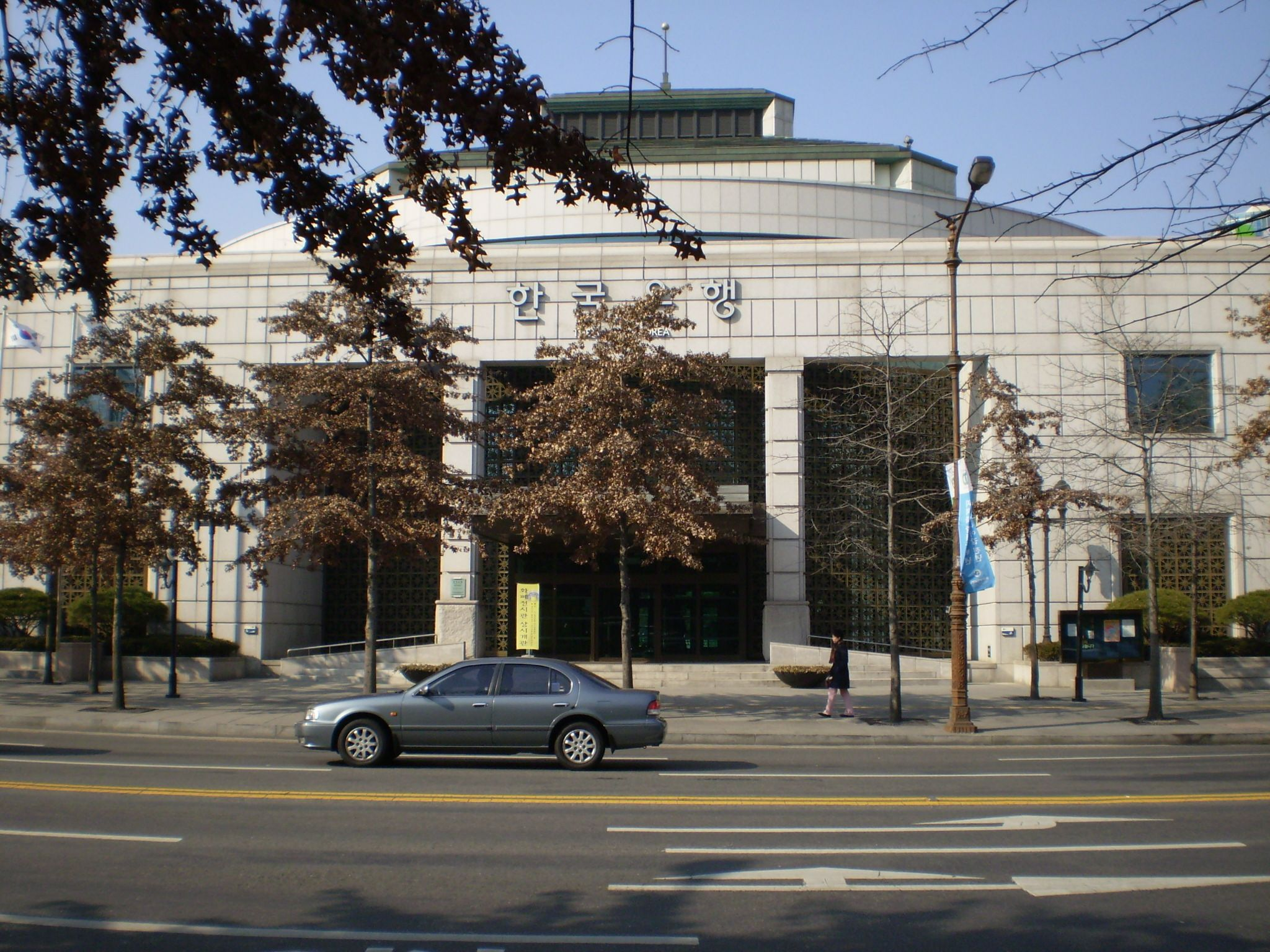
韩国银行大邱本部

设有16个地域本部。
| - 釜山 - 大邱 - 木浦 - 光州 - 全北（全羅北道） | - 大田·忠南（忠清南道） - 忠北（忠清北道） - 江原（江原道） - 仁川 - 济州（济州道） | - 京畿（京畿道） - 庆南（庆尚南道） - 江陵 - 蔚山 - 浦项 - 江南（首爾特別市南部）（位於驛三洞） |

## 政策利率
韓國銀行以基準利率作為政策利率。
| 日期           | 基準利率 | 轉變   | 資料來源 |
| -------------- | -------- | ------ | -------- |
| 2022年11月24日 | 3.25%    | +0.25% | [ 4 ]    |
| 2023年1月13日  | 3.50%    | +0.25% | [ 5 ]    |